# Sălătrucu
Sălătrucu est une commune roumaine située dans le județ d'Argeș.

## Démographie
En 2021, la population était de 1 971 habitants.